# جیمی رید (بازیکن فوتبال )
جیمی رید (انگلیسی: Jamie Reed؛ زادهٔ ۱۳ اوت ۱۹۸۷) بازیکن فوتبال اهل بریتانیا است.
از باشگاه‌هایی که در آن بازی کرده‌است می‌توان به باشگاه فوتبال نیو سنتس، باشگاه فوتبال تاموورث، باشگاه فوتبال گلنتوران، داندینونگ تندر، باشگاه فوتبال کولوین بای، باشگاه فوتبال چستر، باشگاه فوتبال ورکسام، باشگاه فوتبال کمبریج یونایتد، و باشگاه فوتبال یورک سیتی اشاره کرد.
وی همچنین در تیم ملی فوتبال Wales semi-pro بازی کرده‌است.